# Borgarklassens diskreta charm
Borgarklassens diskreta charm (originaltitel: Le Charme discret de la bourgeoisie) är en fransk surrealistisk, satirisk dramakomedifilm från 1972 i regi av Luis Buñuel och skriven av Buñuel och Jean-Claude Carrière. Berättelsen handlar om en grupp franska borgare och det fiktiva sydamerikanska landet där Mirandas ambassadör i Frankrike försöker – trots ständiga avbrott – äta middag tillsammans. I huvudrollerna ser vi Fernando Rey, Stéphane Audran, Jean-Pierre Cassel, Paul Frankeur, Delphine Seyrig, Bulle Ogier, Julien Bertheau och Milena Vukotic.
Filmen består av flera tematiskt sammanlänkade scener: fem sammankomster av en grupp borgerliga vänner och de fyra olika karaktärernas drömmar. Början av filmen fokuserar på sammankomsterna, medan den senare delen fokuserar på drömmarna, men båda är sammanflätade. Det finns också scener som involverar andra karaktärer, inklusive två där en Maoistisk terrorist från Miranda försöker mörda ambassadören. Filmens värld är inte logisk, och de bisarra händelserna accepteras av karaktärerna.
Filmen blev en kritiker- och kommersiell framgång. Den vann en Oscar för bästa utländska film och BAFTA för bästa kvinnliga huvudroll (Audran) och bästa originalmanus (Buñuel och Carrière).

## Handling
Ett franskt borgarpar, François och Simone Thévenot, följer med François kollega Don Rafael Acosta (ambassadören från den sydamerikanska nationen Miranda) och Simones syster Florence till Sénéchals hus, värdarna för en middagsbjudning. Alice Sénéchal blir förvånad över att se dem och förklarar att hon väntar dem kvällen därpå och att hon inte har någon middag förberedd. De tilltänkta gästerna bjuder då med Alice att äta middag med dem på ett närliggande värdshus. När de anländer till värdshuset finner sällskapet att dörrarna är låsta. De knackar på och blir motvilligt inbjudna av en servitris som nämner att restaurangen är i ny regi. Inuti finns det inga matgäster och priserna på menyn är oroväckande låga. Sällskapet hör jämmer från ett angränsande rum och upptäcker en likvaka för föreståndaren, som dött några timmar tidigare. Sällskapet får veta att rättsläkaren snart kommer, men de ger sig snabbt av.
Acosta, François och Alices man Henri träffas nästa dag på Mirandas ambassad för att diskutera intäkterna från en stor heroinaffär. Acosta ser en ung kvinna som säljer mekaniska djurleksaker nedanför på gatan. Han skjuter en av leksakerna med ett gevär och kvinnan springer iväg. Han förklarar att hon är en del av en maoistisk Mirandisk terroristgrupp som har riktat in sig på honom i flera månader.
Två dagar senare försöker vännerna äta lunch hos familjen Sénéchals, men Henri och hans fru flyr till trädgården för att ha sex istället för att vara med. En i gruppen tolkar deras oförklarliga frånvaro som att de vet att polisen är på väg och har gett sig av för att undvika att bli arresterade för sin inblandning i narkotikahandel, och de går därifrån i panik. När paret Sénéchal återvänder från trädgården och finner resten av gruppen borta, möter de en biskop som har tagit på sig deras trädgårdsmästarkläder. De kastar ut honom, men när han kommer tillbaka iförd sin biskopsskrud omfamnar de honom med vördnad. Biskopen ber att få arbeta för dem som deras trädgårdsmästare. Han berättar att när han var barn blev hans föräldrar förgiftade med arsenik och den skyldige greps aldrig.
Kvinnorna besöker ett tehus precis när det har slut på te, kaffe och mjölk, även om det till slut visar sig att de har vatten. Medan de väntar berättar en soldat om sin barndom i en tillbakablick. Efter sin mors död skickade hans kallhjärtade far honom till militärskolan. Vålnaden av soldatens mor upplyste honom om att mannen inte var hans riktiga far utan hans fars mördare. De hade duellerat om henne. Hon ber sin son att förgifta den skyldige, och han går med på det.
Simone träffar Acosta, som hon har en affär med, i hans lägenhet. De drar sig tillbaka till hans sovrum för att ha sex men avbryts av ett besök av hennes man, varpå hon kommer med en bekväm ursäkt och går därifrån med honom. Acosta får sedan besök av terroristen, som har kommit för att döda honom. Han lägger sig i bakhåll och tuktar henne, och säger åt henne att gå därifrån efter att hon avvisat hans sexuella närmanden. När hon går signalerar han till poliserna som väntar på andra sidan gatan, som fångar henne.
Gruppen samlas hos Sénéchals för att äta middag, men avbryts av ett arméregemente som ansluter sig till middagen bara för att kallas bort för oroväckande närmanövrar. Översten bjuder in dem till sitt hus i gengäld. Henri drömmer att överstens matsal är en scen i en teaterföreställning där publiken är arg på skådespelarna för att de inte kan sina repliker. François drömmer att Acosta blir grillad på festen om den politiska situationen i Miranda och efter att ha utväxlat förolämpningar med och blivit slagen av översten, skjuter Acosta honom som hämnd. Biskopen kallas bort från trädgårdsarbetet för att ge absolution till en döende man. Mannen erkänner att han förgiftat ett par som han hade arbetat för som trädgårdsmästare på grund av att de misshandlade honom. Biskopen tittar på en bild av honom tillsammans med paret och inser att de var hans föräldrar. Han avslutar med att ge den döende trädgårdsmästaren absolution, men skjuter honom sedan dödligt med ett hagelgevär.
Sénéchals, Thévenots och Acosta arresteras för narkotikahandel. Polischefen drömmer att spöket av en före detta inspektör, som dödats som hämnd för att ha torterat en demonstrant, friger människohandlarna. Han vaknar upp ur drömmen och får veta att inrikesministern har beordrat att de ska släppas. Ministerns motivering för att släppa dem är ohörbar på grund av ljudet från jetmotorn. Acosta drömmer att de ska återvända till paret Sénéchal för att äta middag, men blir skjutna av ett rivaliserande gäng knarksmugglare från Marseille. När han vaknar går han till köket och äter slafsigt rester som förvaras i kylskåpet.
En återkommande scen med de sex personerna som går tysta och målmedvetet på en enslig landsväg är också den avslutande sekvensen.

## Medverkande
| Fernando Rey           | – Ambassadör Raphael Acosta  |
| Delphine Seyrig        | – Simone Thévenot            |
| Stéphane Audran        | – Alice Senechal             |
| Jean-Pierre Cassel     | – Hénri Senechal             |
| Paul Frankeur          | – François Thevenot          |
| Bulle Ogier            | – Florence Thévenot          |
| Julien Bertheau        | – Monsignore Dufour          |
| Milena Vukotic         | – Inès, paret Sénéchals husa |
| Claude Piéplu          | – Översten                   |
| Maria Gabriella Maione | – Kvinnlig terroist          |
| Muni                   | – Bonden                     |
| Michel Piccoli         | – Inrikesministern           |
| Pierre Maguelon        | – Brigadör Sanglant          |
| François Maistre       | – Poliskommissarie Delecluze |
| Jacques Rispal         | – Gendarmen                  |
| Christian Baltauss     | – Lt. Hubert de Rochcahin    |
| Amparo Soler Leal      | – Rochcahins moder           |
| Georges Douking        | – Trädgårdsmästaren          |
| Maxence Mailfort       | – Den drömmande sergeanten   |
| Alix Mahieux           | – Överstens hustru           |
| Bernard Musson         | – Servitören                 |

## Om filmen

### Bakgrund

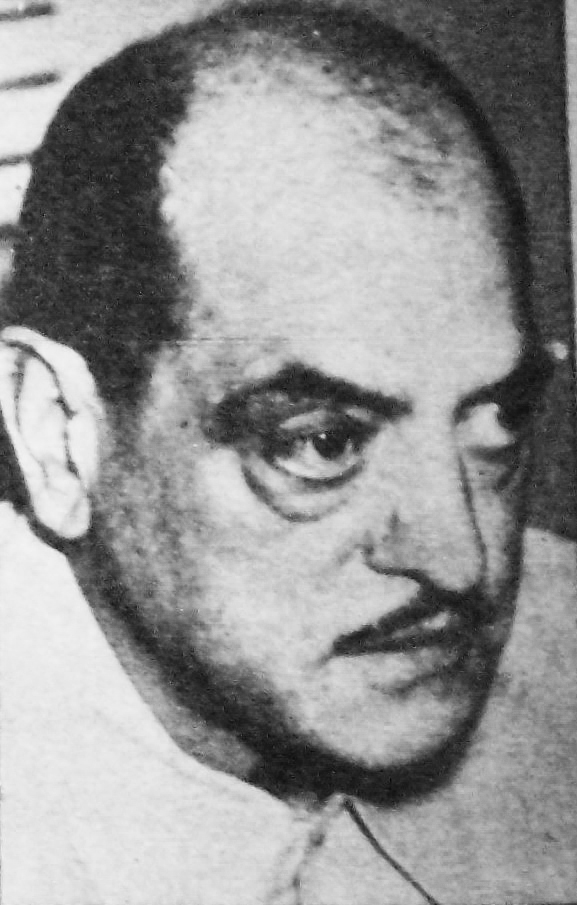
Luis Buñuel

Efter att ha tillkännagett att Tristana (1970) skulle bli hans sista film eftersom han kände att han upprepade sig själv, träffade Buñuel manusförfattaren Jean-Claude Carrière och diskuterade ämnet upprepning. Kort därefter träffade Buñuel filmproducenten Serge Silberman, som berättade en anekdot om hur han hade glömt bort en middagsbjudning och blivit förvånad över att se sex hungriga vänner dyka upp vid hans ytterdörr. Buñuel blev plötsligt inspirerad och Silberman gick med på att ge honom ett förskott på 2 000 dollar för att skriva ett nytt manus med Carrière. De skrev det första utkastet på tre veckor och avslutade det femte utkastet sommaren 1971, med titeln Bourgeois Enchantment. Silberman hade säkrat tillräckligt med pengar för filmen i april 1972, varpå Buñuel påbörjade förproduktionen.
Buñuel castade många skådespelare som han hade arbetat med tidigare, som Fernando Rey och Michel Piccoli, och anpassade deras roller till deras personligheter. Han hade svårare att casta de kvinnliga huvudrollerna och lät Delphine Seyrig och Stéphane Audran välja vilka roller de ville spela innan han ändrade manuset så att det passade dem bättre. När Jean-Pierre Cassel provspelade för sin roll blev han förvånad när Buñuel gav honom rollen efter att bara ha sneglat på honom en gång.

### Filmning och redigering
Inspelningen började den 15 maj 1972 och pågick i två månader med en budget på 800 000 dollar (motsvarande 5 827 208 dollar 2023). I sin vanliga fotograferingsstil filmade Buñuel få tagningar och redigerade ofta filmen i kameran och under produktionen. Buñuel och Silberman hade en långvarig och humoristisk diskussion om huruvida Buñuel tog en dag eller en och en halv dag för att redigera sina filmer.
På inrådan av Silberman använde Buñuel videouppspelningsmonitorer på inspelningsplatsen för första gången i sin karriär. Detta resulterade i en helt annan stil än någon av hans tidigare filmer, inklusive omfattande användning av zoomar och räls istället för hans vanliga närbilder och statiska kamerainramning. Det resulterade också i att Buñuel var mer bekväm på inspelningsplatsen och begränsade sin redan minimala riktning till tekniska och fysiska instruktioner. Detta frustrerade Cassel, som aldrig hade arbetat med Buñuel tidigare, tills Rey förklarade att detta var Buñuels vanliga stil och att eftersom de spelade aristokrater var deras rörelser och fysiska utseende viktigare än deras inre motivation.
Buñuel skämtade en gång om att när han behövde en extra scen filmade han helt enkelt en av sina egna drömmar. I Borgarklassens diskreta charm finns tre av Buñuels återkommande drömmar: en dröm om att stå på scenen och glömma sina repliker, en dröm om att möta sin döda kusin på gatan och följa honom in i ett hus fullt av spindelväv, och en dröm om att vakna upp och se sina döda föräldrar stirra på honom.

## Mottagande
Borgarklassens diskreta charm blev en kritisk och kommersiell framgång både i Europa och i USA. Roger Ebert kallade den en komedi, men noterade att Buñuels komedier var "mer som ett hugg i revbenen, slugt och smärtsamt". Robert Benayoun beskrev den som "kanske [Buñuels] mest direkta och mest 'offentliga' film". Vincent Canby skrev: "Förutom att vara utomordentligt rolig och perfekt skådespelad, rör sig Den diskreta charmen med den hisnande hastighet och självsäkerhet som bara en man med Buñuels erfarenhet kan uppnå utan att tillgripa besvärliga ellipser." Buñuel sade senare att han var besviken på de flesta kritikers analys av filmen;+. Han ogillade också filmens reklamaffisch, som föreställde ett par läppar med ben och ett plommonstop.
Buñuel och Silberman reste till USA i slutet av 1972 för att marknadsföra filmen. Buñuel deltog inte i sin egen pressvisning i Los Angeles och berättade för en Newsweek-reporter att hans favoritkaraktärer i filmen var kackerlackorna som dyker upp i en av drömsekvenserna. Under ett besök i Los Angeles blev Buñuel, Carrière och Silberman inbjudna till en lunchbjudning av Buñuels gamle vän George Cukor där andra gäster var Alfred Hitchcock, Billy Wilder, George Stevens, Rouben Mamoulian, John Ford, William Wyler, Robert Mulligan och Robert Wise. Fritz Lang, en av Buñuels favoritregissörer, kunde inte närvara, men Buñuel besökte honom följande dag och fick ett signerat foto.
På recensionsaggregatorn Rotten Tomatoes har filmen ett betyg på 98 % baserat på 59 recensioner med ett genomsnittligt betyg på 8,5/10. Webbplatsens konsensus lyder: "En berusande dos av regissörens signatur surrealistiska stil, Borgarklassens diskreta charm representerar Buñuel när han är som mest tillgänglig." Metacritic tilldelade filmen ett viktat genomsnittsbetyg på 93 av 100 baserat på 12 kritiker, vilket indikerar "universellt erkännande".

### Oscarstatyett
Silberman bestämde sig för att inte vänta till maj 1973 med att ha premiär för filmen på Filmfestivalen i Cannes, utan släppte den istället hösten 1972 för att göra den berättigad till en Oscar för bästa utländska film. Buñuel var känd för att vara likgiltig inför utmärkelser och berättade skämtsamt för en reporter att han redan hade betalat en muta på 25 000 dollar för att vinna en Oscar. Silberman tog emot priset å Buñuels vägnar vid ceremonin. På Akademiens begäran poserade Buñuel med Oscarsstatyetten för ett fotografi, men bar en peruk och överdimensionerade solglasögon.